# Mykines
Mykines (dansk Myggenæs) er den vestligste ø og bygd på Færøerne. På Mykines findes kun bygden Mykines. Indtil slutningen af 2004 udgjorde øen en selvstændig kommune, men er nu sammenlagt med Sørvágur kommune.
Omkring 1925 havde Mykines ca. 180 indbyggere, men på grund af øens isolerede beliggenhed er den langsomt blevet affolket. I sommermånederne vender mange dog tilbage og bebor forfædrenes bygd igen.
Der findes ingen biler på øen. Om sommeren er der regelmæssig færgeforbindelse fra Sørvágur, mens der hele året er helikopterforbindelse med Atlantic Airways til lufthavnen på Vágar. Mykines er på grund af det barske vejr ofte afskåret fra omverdenen, og stærk brænding og tåge forhindrer ofte både færgen og helikopteren i at komme frem.

## Samfund
Mykines har i mange år delt funktioner som køb af skolepladser, ældreomsorg, sundhedstjeneste, affaldshåndtering og elektricitetsforsyning med kommunerne på Vágar. Skolen på Mykines blev bygget i 1894 og havde én elev i skoleåret 2012/2013.
Skolen er i princippet ikke nedlagt, såfremt der er børn i skolealderen i bygden.
Kirken tilhører samme prestegjeld som Vágar, og de søndage, hvor der ikke er præst til stede, afholdes der en lægmandsgudstjeneste. Postvæsenet har haft en fast poståbner på Mykines siden 1903.
Ved bygden ligger et kajanlæg og bådehuse, men Mykines har ingen beskyttet havn. Kajen anløbes af en passagerfærge 1–3 gange ugentlig fra 1. maj til 1. november, men vejrforholdene gør ikke dette tilrådelig om vinteren. Overfarten tager omkring 45 minutter. Strandfaraskip Landsins opererer også en helikopterrute, som besøger øen 3 dage i ugen hele året, med et yderligere besøg i ugen om sommeren.
Den dominerende næringsvej på øen er landbrug i form af fårehold. Fåreracerne, som har været avlet på Mykines, kommer oprindelig fra Island og Skotland. Det har også været holdt kvæg og geder her. Landbrugsarealet på Mykines svarer til ca. 40 marker, og deles mellem flere småbrug, henholdsvis 12 og 27 marker kongsjord og odelsjord. Tidligere har øfolket også drevet fiskeri og fuglefangst ved siden af husdyrholdet. Øens indtægter kommer i nutiden overvejende fra turisme.
Politisk har vælgerne i bygden ofte foretrukket det borgerlige og unionsvenlige Sambandsflokkurin.
Mykines og Vágar deler en dialekt af færøsk, ofte kaldet vágamál.

## Kirken
Mykinesar kirkja står i dag hvidkalket med græstag. Over vestenden er en diagonalt stillet tagrytter. På sydsiden er der syv vinduer, mens der er to i vestgavlen. Indgangsdøren er i kirkens nordvest side og fører ind til den blåmalede forkirke. På loftet over denne står kirkens harmonium samt 4 simple bænke. Indvendigt har kirken halvtøndehvælv - malet lyseblåt, mens væggene er hvide. De grønmalede stolestader er nummererede, idet gårdene tidligere havde faste pladser.

## Historie
Oprindelsen til navnet Mykines er uklart, men det kan komme fra keltisk muc-innis, "svinø". Dette kan henvise til hvaler, som på skotsk-gælisk kaldes muc-mhara, direkte oversat "havsvin" (jf. marsvin på dansk. Et sagn fortæller, at en fisker opdagede øen og kastede kogødning på et næs før han gik i land, Møkjanes. I en jordebog fra 1584 bruges den danske form Myggennes, og på 1600- og 1700-tallet noterede Lucas Debes og Jens Christian Svabo former som Myggenæs, Mikjinees, Mikines og Mikjunes.
Pollenanalyser indikerer, at der blev dyrket havre og byg på Mykines i første halvdel af 600-tallet, muligvis af førnorrøne bosættere som irske munke. Disse bosætterne var tilsyneladende forsvundet, da norske landnamsmænd kom til Færøerne i 800-tallet.
Mykines er første gang nævnt skriftligt i et brev fra omkring år 1400. På kong Olav Haraldssons tid skal færingerne have løjet om hvorvidt det fandtes skov her, for at slippe for beskatning. Da kongen blev fortalt dette, blev skoven forstenet. Selvom Olav aldrig har været på Færøerne, bliver han på den færøske nationaldag, Ólavsøka, æret.
Mykines har lange traditioner som kirkested. I middelalderen var der sandsynligvis både en kirke og et kapel her. Den oprindelig katolske kirke på øen blev revet ned i forbindelse med reformationen i 1500-tallet. Den nuværende Mykinesar kirkja blev indviet i 1879 efter, at den gamle var blevet skadet af uvejr. Kirken er tilsluttet den færøske statskirke, Fólkakirkjan. Christian Matras noterede sig, at Mykines havde en unik tradition for at markere Pátursmessa den 17. marts, trolig en fejlagtig oversættelse af St. Patricks dag, som må være kommet ved direkte påvirkning fra De britiske øer.
Som en såkaldt útoyggj bygd var Mykines længe så isoleret, at en tradition for kvad var levende, da V.U. Hammershaimb kom for at samle folkeminder i 1800-tallet. Mellem jul og faste blev der holdt mange danseaftener. Andre fortæller om en speciel bryllupsskik, som kun var praktiseret på Mykines og Nólsoy: efter, at bryllupsfesten var ovre, blev de nygifte hjulpet med et klædeskifte. De lå der efter påklædte i sengen til en mand kom ind for at "mane brud og brudgom til sengs."
Vejrforhold og fysisk krævende arbejde har gjort, at mange øboere er omkommet i ulykker, især i forbindelse med fiskeri eller fuglefangst. Mange skal også være omkommet under Den Sorte Død. I slutningen af 1500-tallet skal 50 både være forulykkede i en pludselig storm, og alle arbejdsføre mænd på Mykines, mellem 200 og 300 mænd, mistede livet. Dette er den største drukningsulykke i Færøernes historie. Udenlandske skibe er også forliste i farvandene ud for øen, deriblandt det nederlandske "Walcheren" i 1667, hvorefter øboerne plyndrede gods fra vraget.
1778 får indbyggerne fra Mykines tilladelse til at komme først i køen ved kramboden i Tórshavn, på grund af den lange rejse til og fra Tórshavn.
1792 omkommer to mænd under fuglefangst, da de efter gammel skik af sikkerhedshensyn er bundet sammen. Ulykken medfører, at man herefter ikke er bundet sammen under det farefulde arbejde. Ulykkerne ved fuglefangst kan dog ikke forhindres af den grund.
1801 havde øen	74 indbyggere, fordelt på 19 børn under 15 år, 30 kvinder, 20 mænd mellem 15 og 60 år og 5 mænd over 60 år. Der er 17 husstande.
1863 ødelægges Mykinesar kirkja i en storm. 1877 ødelægges	kirken igen i en storm. 1879 indvies den nye kirke.
Omkring 1900 tog de yngre mænd i sommerhalvåret på langtidsfiskeri med de færøske slupper ved Island og Grønland, men der var tilstrækkelig mange hjemme til at tage sig af landbrug og fuglefangst.
1909 bygges fyret på Mykineshólmur og samme år indvies den første bro over Holmgjogv, sundet mellem Mykines og holmen. Det er en skråstagsbro med en spændvidde på 42 en skråstagsbro med en spændvidde på 42 meter og en højde på 27 meter over vandoverfladen. og en højde på 27 meter over vandoverfladen. Før broen blev bygget blev transporten besørget med båd. Efter behov har der været spændt line over Holmgjogv, så man kunne trække en transportkasse frem og tilbage. Nye broer blev byggede i 1955 og 1989.
1928 blev der installeret radiofyr på Mykines og Nólsoy, hvilket gjorde radionavigation mulig. Mykines fik også telefonforbindelse til omverdenen.
1942 under 2. verdenskrig på Færøerne etablerede de britiske styrker en radarstation ved Liðarhaugur.
Mykines var frem til 1950erne et velfungerende lokalsamfund. I 1930’erne var antallet af skolebørn på sit højeste omkring 30, og der var flere unge i bygden.
Fyret blev automatiseret i 1970, og den sidste fyrvogter kunne flytte. Fyrvogterboligen havde været befolket uafbrudt siden 1909 af op til 22 personer, herunder børn.
Om vinteren har Mykines været isoleret i op til flere måneder på grund af uvejr. Dette er også et tema i romanen Barbara, løst baseret på sagnet om Beinta Broberg, hvor præsten Poul Aggersø bliver vejrbundet på øen i 11 dage. Dele af spillefilmen fra 1997 er derfor indspillet på Mykines. Tilgangen til elektricitet kom i slutningen af 1960-erne.
Omkring 1965 fik øen elektricitet, men da var allerede mange familier flyttet, og det traditionelle bygdeliv blev svært grundet det beskedne indbyggertal.
1970 styrtede et fly ned ved Knúkur på Mykines grundet dårlig vejr. Flyet var på vej fra Bergen til Vágar lufthavn, og 8 af 34 ombord mistede livet. De hårdt sårede blev bragt til sygehuset med helikopter. I kirken er der en minde- og takketavle skænket af det islandske luftfartselskab.
1983 etableres der regelmæssig ruteflyvning med helikopter til småøerne inklusive Mykines.
2005 ophører Mykines den 1. januar som kommune og er herefter en del af Sørvágs kommuna.
2008 bliver det istandsatte mindesmærke for de på havet omkomne sømænd fra Mykines indviet. Foruden de opdaterede tavler for forliste sømænd, blev der opsat en tavle for de omkomne under fuglefangst og røgtning af får.

## Geografi
Mykines ligger vest for øen Vágar. Fra Mykines findes en fodgængerbro til Mykineshólmur. På denne breddegrad er landet det vestligste land i Europa, faktisk ligger den så langt vest, at den i virkeligheden ligger i en anden tidszone (GMT -1) end resten af Færøerne, for først ved Grønland findes land igen. Trods sit ringe areal virker Mykines ikke lille. Som Suðuroy består øen af det ældste basalt på Færøerne. Basaltlaget er mellem 20 og 50 meter tykt. På den stejle eroderede nordside findes en af de fuglerigeste klippe-lokaliteter i verden.
Den østlige del af øen består af to store dale: Borgardalur og Kálvadalur. Mod nord ligger den såkaldte Korkadalur, hvor man kan se basaltsøjlerne kaldet steinskógurin (Stenskoven). Dalene ligger mellem stejle bjergsider, hvor den højeste tinde på 560 meter kaldes Knúkur. Fra denne høje del af øen falder landskabet langsomt mod vest, hvor bygden Mykines ligger.
Mykines er den vestligste af de 18 øer, som udgør Færøerne. Den strækker sig 8 km fra øst til vest, og er 2–3 km på sit bredeste fra nord til syd. Mykines måler 9,6 km², men medregnet 86 holme og skær udgør den 10,14 km².
Den nærmeste ø er Vágar, som skilles fra Mykines med det ca. 4 km brede sund Mykinesfjørður. På Vágar skærer Sørvágsfjørður fra Mykinesfjørður og ca. 3,5 km ind i landskabet til bygden Sørvágur. I Mykinesfjørður, ved udløbet af Sørvágsfjørður, ligger Tindhólmur og Gáshólmur. I sommerhalvåret trafikeres Mykinesfjørður jævnlig af færgen mellem Sørvágur og Mykines.
Mikkjal á Ryggi har beskrevet sundet som "det værste havområde på Færøerne."
I 1909 blev en 35 m lang gangbro bygget over det 50 m dybe sund mellem Mykines og Mykineshólmur. Broen er siden blevet fornyet. Holmen er øgruppens vestligste landfaste punkt. På vestsiden findes mange klippesøjler samt en automatiseret fyrlygte. Det 50 m dybe sund Holmgjógv mellem Mykines og Mykineshólmur. Ved oprettelsen af
Mykines Fyr på Mykineshólmur blev byget i 1909. I 1930’erne blev der opført boliger til fyrpersonalet, men efter fyrets automatisering omkring 1970 har ingen boet fast på Mykineshólmur. Fyrmesterboligen er dog stadig intakt.
Geologisk er Mykines en af de ældste dele af øgruppen, som er af vulkansk oprindelse, og blev dannet for omkring 60 millioner år siden. Mykines præges af et meget kuperet terræn, som når sit højeste punkt på Knúkur, 560 moh. Bygden Mykines ligger i Djúpidalur længst vest på øen, mens andre betydelige dalfører er Kálvadalur og Borgardalur. I Korkadalur på nordkysten findes store basaltsøjler, kendt som steinskógurin. Lige som på Suðuroy, som geologisk ligner på Mykines, findes det nogen kulforekomster.

### Fauna
Mykines og Mykineshólmur regnes som et særligt vigtigt fugleområde af BirdLife International, som følge af sin betydning som ynglested for havfugle, især mallemuk (50.000 par), almindelig skråpe (2.500 par), Lille stormsvale (50.000 par), sule (200 par), topskarv (250 par), ride (23.000 par), lunde (125.000 par), lomvi (9.500 individer) og teist (200 par). Havsulen forekommer ikke andre steder på Færøerne. Eroderede tuflag i klipperne langs kysten og græsklædte klippetoppe danner gode ynglepladser. Historisk set har fuglefangst, både i form af fangst af havfugle og indsamling af æg, været en vigtig binæring for øbefolkningen. Omkring år 1900 blev der fanget skønsvis 70.000 lunder årligt på Mykines. Om sensommeren blev der også jagtet på havsuleunger på Mykineshólmur om natten.
- Lundefangst med fleygastong i 1930erne
- Lunde med tobis i næbet
- Lunde
- Sulen – kongen over Færøernes fugle – yngler kun på Mykines
- Gråsæler ved Mykines

Mykines er kendt for sit rige fugleliv. Mange lidt for ivrige samlere har gennem tiden ladet livet på de stejle klipper. På kystklipperne findes skarv-kolonier, i de eroderede klippespalter findes perfekte redepladser for lomvier, og alke og tusinder af lunder yngler på græssletterne over fuglefjeldet. Sulen – kongen over Færøernes fugle – findes kun på Mykines, nærmere betegnet på den vestlige del af Mykineshólmur. Sulen ankommer omkring den 25. januar og bliver her til 11. november, når ungfuglene er flyvefærdige.
Af anden fauna på Mykines kan sneharerne nævnes, som findes i fjeldområder og dalstrøg.
En egen underart af husmus, Mus musculus mykinessiensis, er unik for øen. Musen kan være blevet introduceret så tidlig som i 500-tallet af irske munke, som drev jordbrug på Færøerne. Arten blev først beskrevet af den norske præst Peder Claussøn Friis i hans optegnelser om øerne fra 1592, som understregede musens særligt lange og kraftige bagben. Artens nærmeste slægtning er den uddøde husmus fra øgruppen Ydre Hebrider ud for Skotland, Mus musculus muralis.

### Klima
Mykines har et kystklima stærkt påvirket af Atlanterhavet, med milde vintre, kølige somre og en gennemsnitlig årstemperatur på knap 6,1 °C. Vejrmessigt er øen stærkt udsat for storm, og vinden står som regel fra nordlig, sydvestlig eller sydøstlig retning. I perioden 1961–1969 blev eksempelvis kraftigste vindstyrke målt til 38,1 m/s den 4. december 1967, og den gennemsnitlige styrke lå på 7,8 m/s. Gennemsnitlig årlig nedbør ligger på ca. 800 mm, det laveste på Færøerne.
| Vejr for Mykineshólmur  | Vejr for Mykineshólmur | Vejr for Mykineshólmur | Vejr for Mykineshólmur | Vejr for Mykineshólmur | Vejr for Mykineshólmur | Vejr for Mykineshólmur | Vejr for Mykineshólmur | Vejr for Mykineshólmur | Vejr for Mykineshólmur | Vejr for Mykineshólmur | Vejr for Mykineshólmur | Vejr for Mykineshólmur | Vejr for Mykineshólmur |
|                         | Jan                    | Feb                    | Mar                    | Apr                    | Maj                    | Jun                    | Jul                    | Aug                    | Sep                    | Okt                    | Nov                    | Dec                    | År                     |
| ----------------------- | ---------------------- | ---------------------- | ---------------------- | ---------------------- | ---------------------- | ---------------------- | ---------------------- | ---------------------- | ---------------------- | ---------------------- | ---------------------- | ---------------------- | ---------------------- |
| Gennemsnitlig maks °C   | 5,1                    | 5,1                    | 5,2                    | 6,6                    | 8                      | 10,2                   | 10,9                   | 11,3                   | 10,2                   | 8,8                    | 6                      | 4,9                    | 7,69                   |
| Gennemsnitlig °C        | 3,5                    | 3,5                    | 3,5                    | 4,8                    | 6,2                    | 8,5                    | 9,2                    | 9,6                    | 8,7                    | 7,4                    | 4,6                    | 3,3                    | 6,07                   |
| Gennemsnitlig min °C    | 1,7                    | 1,5                    | 1,5                    | 3                      | 4,7                    | 7,1                    | 7,8                    | 8,2                    | 7,3                    | 5,7                    | 2,7                    | 1,5                    | 1,5                    |
| Gennemsnitlig nedbør mm | 77                     | 56                     | 88                     | 53                     | 31                     | 49                     | 47                     | 61                     | 96                     | 91                     | 80                     | 90                     | 819                    |
| Kilde: DMI 1961–1969    |                        |                        |                        |                        |                        |                        |                        |                        |                        |                        |                        |                        |                        |

## Demografi
I 2000-tallet består befolkningen overvejende af ældre mennesker over pensionsalderen.
Oversigt over udviklingen i indbyggertallet:
| År   | Indbyggertal | År   | Indbyggertal |
| ---- | ------------ | ---- | ------------ |
| 1769 | 61           | 1950 | 153          |
| 1801 | 75           | 1960 | 121          |
| 1834 | 93           | 1966 | 92           |
| 1845 | 99           | 1970 | 63           |
| 1850 | 100          | 1977 | 32           |
| 1855 | 111          | 1989 | 29           |
| 1870 | 114          | 1995 | 18           |
| 1890 | 154          | 2005 | 21           |
| 1925 | 179          | 2013 | 13           |

## Film
- Leif Hjortshøj (Prod.): På Færøerne. tilrettelæggelse Søren Ryge Petersen. – Søborg: Danmarks Radio, DR-Video, 1991. (3 VHS-Kassetter: 3. del handler om Mykines og fuglene)
- Øen har desuden været repræsenteret i filmen Barbara hvor den unge præst Hr. Poul bliver holdt tilbage af et uvejr der noget tid.

## Turisme
På Mykines er der to steder, hvor man kan få noget at spise i sommersæsonen. På Locals Café kan man få lettere anretninger, måltider og drikkevarer. Det er også muligt at forudbestille aftensmad om aftenen eller madpakker til at tage med på vandreturene. Huset Mykinesstova er åben efter anmodning for mindre og større grupper. Der arrangeres løbende rundvisninger.
Mykines besøges i sommerhalvåret af mange turister. En af hovedatraktionerne er at tage på vandretur gennem »lundelandet« for at se de mange fugle. De fleste tager på en éndagstur, men der er muligheder for kost og logi på øen. Om sommeren er der regelmæssig færgeforbindelse fra Sørvágur. Når vejret gør færgeforbindelsen fra Sørvágur ustabil, er der regelmæssig helikopterforbindelse. Der findes ingen biler på øen. Syd for bygden er der mulighed for at campere nær en å.
På grund af det voksende pres fra det støt stigende antal rejsende fra hele verden, der ønsker at tage til dette lille, sarte område, har man været nødsaget at lukke for turisterne adgang til Mykineshólmur.
Ved at følge stien forbi mindemonumentet kommer man til udsigtspunktet á Rógvu. Det er muligt at observere lunderne tæt på, da de har huler i jorden lige uden for hegnet omkring udsigtspunktet. Her fra er der udsigt til Mykineshólmur.
Fra udsigtspunktet Kumlar tæt i nærheden af bygden er det muligt at se sulekolonien på Mykineshólmur.

## Kendte personer
- Sámal Joensen-Mikines (1906-1979) er født og opvokset på Mykines.